# Beatmania for WonderSwan
Beatmania for WonderSwan es un videojuego musical derivado de la serie beatmania. Fue estrenado en abril de 1999, y al igual que algunos videojuegos de la serie dirigidos a consolas portátiles, no fue desarrollada por BEMANI. Fue la única entrega para la primera WonderSwan, y a pesar de que variedad de canciones estaba limitada a 11 y la pantalla monocromática, el audio se conservó en lugar de ser modificado a música chiptune. Este último aspecto la hace más superior a la primera entrega para Game Boy Color. La pantalla se pocisiona en vertical, y el videojuego viene con un accesorio único que es un disco giratorio en miniatura en forma de rueda, la cual sirve para rasgar las notas durante una partida.

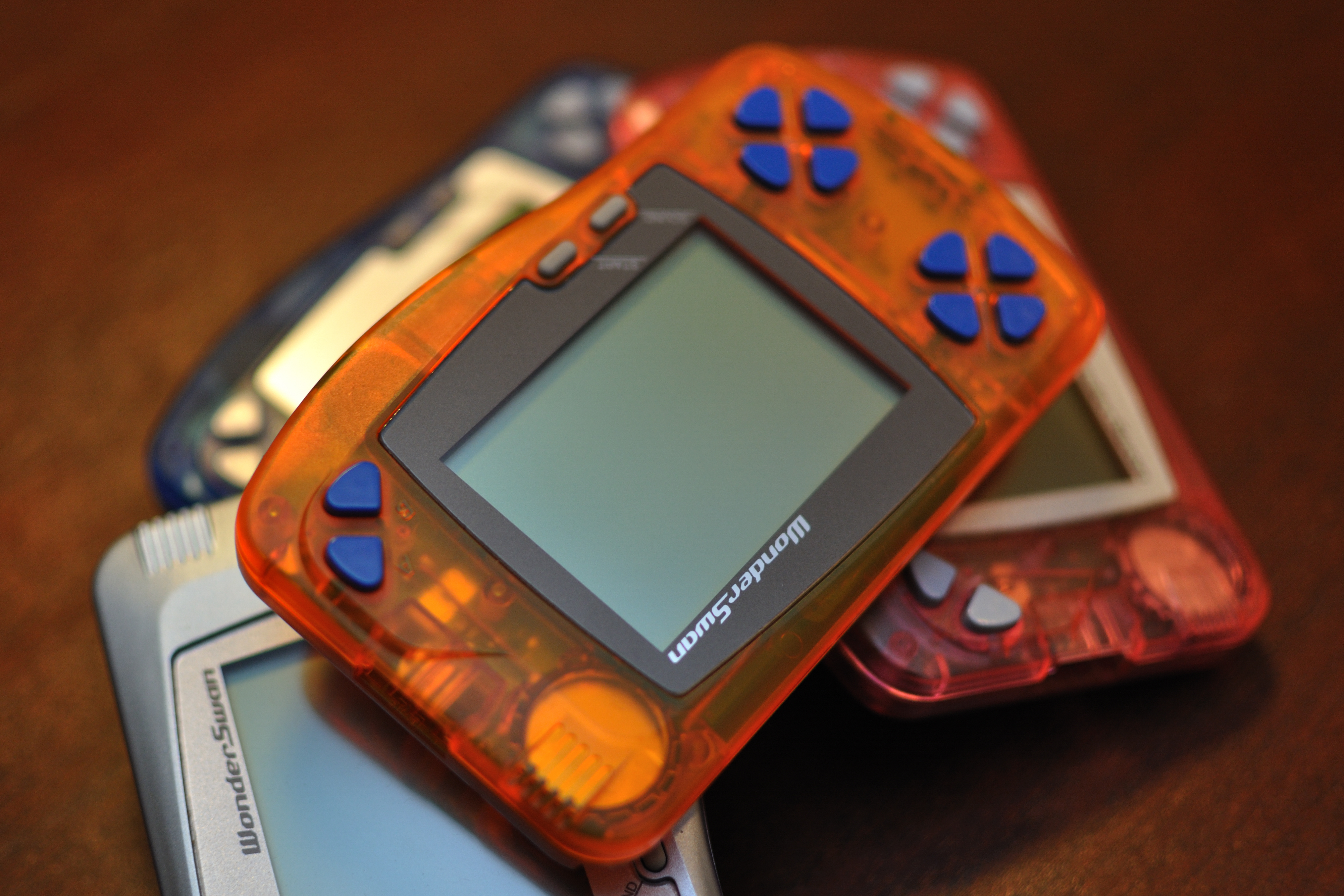
Esta fue el único videojuego de beatmania para la WonderSwan. Las demás entregas fueron lanzardas para Nintendo.

## Menú del juego
- Game Start: Es modo arcade por defecto. Cuatro canciones por ronda.
- Free Play: El jugador interactúa con las canciones dentro del mismo modo, que solo aparecen si el jugador los ha tocado al menos una vez. También puede servir para practicar.
- Option: El jugador configura los controles, récords de puntuación, configuración del juego, entre otros.

## Lista de canciones
Las siguientes tablas muestran las canciones introducidas en el juego:
| Nombre | Género               | Artista                       | BPM                  |                      |                      |
| Originales de Konami | Originales de Konami | Originales de Konami          | Originales de Konami | Originales de Konami | Originales de Konami |
| --- | -------------------- | ----------------------------- | -------------------- | -------------------- | -------------------- |
| Cat Song ～Theme of UPA | FUNK                 | UPA&NORA                      | 127                  |                      |                      |
| find out | SOUL                 | nouvo nude                    | 100                  |                      |                      |
| Beginning of life | AMBIENT              | QUADRA                        | 110                  |                      |                      |
| Believe again (HYPER MEGA MIX) | J-DANCE POP          | dj nagureo featuring miryam   | 130                  |                      |                      |
| La Bossanova de Fabienne | BOSSA GROOVE         | staccato two-F                | 143                  |                      |                      |
| Stop Violence! | FUNKY JAZZ GROOVE    | Herbie Hammock & His Band     | 113                  |                      |                      |
| METALGEAR SOLID ～Main Theme | BIGBEAT MIX          | ESPACIO BROTHERS              | 140                  |                      |                      |
| Queen's Jamaica | REGGAE               | Crunky Boy featuring Muhammad | 94                   |                      |                      |
| 20,november (single mix) | HOUSE                | DJ nagureo                    | 130                  |                      |                      |
| Deep Clear Eyes | DRUM'N BASS MIX      | QUADRA                        | 155                  |                      |                      |
| Canciones ocultas |                      |                               |                      |                      |                      |
| Attack the music | HARD TECHNO          | DJ FX                         | 140                  |                      |                      |
| All songs for WonderSwan | MEDLEY               | -                             | -                    |                      |                      |
| Esta canción solo es jugable en modo Free. El puntaje y el Bpm no son vizualizados. Completar todas las canciones para desbloquearlo. |                      |                               |                      |                      |                      |